# Secrets (песня The Weeknd)
«Secrets» (рус. Секреты) — песня, записанная канадским соул-исполнителем The Weeknd (А́бель Тесфайе), шестой трек с его третьего студийного альбома Starboy (2016). Авторами песни выступили Абель Тесфайе, Мартин Маккинни, Henry Walter, Dylan Wiggins, Роланд Орзабал, Coz Canler, Джимми Маринос, Wally Palamarchuk, Mike Skill, Peter Solley. Сингл получил платиновую сертификацию в США и Канаде.

## История
Официальный релиз состоялся 25 ноября 2016 года. В «Secrets» сэмплируются два хита 1980-х годов, песня «Pale Shelter» группы Tears for Fears, а также песня «Talking in Your Sleep» группы The Romantics.
Песня получила положительные отзывы музыкальных критиков и интернет-изданий, таких как Billboard, Pitchfork, Rolling Stone.
Как и другие треки с альбома Starboy, песня «Secrets» вошла в основной американский хит-парад Billboard Hot 100, достигну в нём позиции № 47. Она также попала в жанровые соул-чарты R&B Songs и Hot R&B/Hip-Hop Songs. В Канаде она была на позиции № 27 в национальном хит-параде Canadian Hot 100.

## Музыкальное видео
Режиссёром видео стал Pedro Martin-Calero. Съёмки проходили в университете University of Toronto Scarborough и в библиотеке Toronto Reference Library с участием музыканта Black Atlass (Алекс Флеминг) в одной из ролей. Первый показ прошёл 11 июня 2017 года.

## Чарты
| Чарт (2016—17)                        | Высшая позиция |
| ------------------------------------- | -------------- |
| Аргентина (Monitor Latino)            | 15             |
| Канада (Billboard Canadian Hot 100)   | 27             |
| Чехия (Singles Digitál Top 100)       | 41             |
| Франция (SNEP)                        | 114            |
| Нидерланды (Single Top 100)           | 55             |
| Португалия (AFP)                      | 55             |
| Словакия (Singles Digitál Top 100)    | 19             |
| Швеция (Sverigetopplistan)            | 77             |
| Великобритания (OCC UK Singles)       | 47             |
| Великобритания (OCC UK Hip Hop/R&B)   | 10             |
| Уругвай (Monitor Latino)              | 15             |
| США (Billboard Hot 100)               | 47             |
| США (Billboard Hot R&B/Hip-Hop Songs) | 22             |

### Годовые итоговые чарты
| Чарт (2017)                | Позиция |
| -------------------------- | ------- |
| Аргентина (Monitor Latino) | 54      |

## Сертификации
| Регион                                                                      | Сертификация | Продажи   |
| --------------------------------------------------------------------------- | ------------ | --------- |
| Канада (Music Canada)                                                       | Платиновый   | 80 000    |
| Великобритания (BPI)                                                        | Серебряный   | 200 000   |
| США (RIAA)                                                                  | Платиновый   | 1 000 000 |
| Данные о продажах + прослушиваниях приведены только на основе сертификации. |              |           |